# دينيس سافين
دينيس سافين (بالروسية: Савин, Денис Алексеевич)‏ هو راقص باليه ولاعب كرة قدم روسي في مركز الدفاع، ولد في 23 يوليو 1981 في موسكو في روسيا. لعب مع نادي أورينبورغ.